# Johannes Thingnes Bø
Johannes Thingnes Bø (ou Johannes Thingnes Boe), né le 16 mai 1993 à Stryn et originaire du village de Markane dans le comté de Sogn og Fjordane, est un biathlète norvégien, quintuple champion olympique, cinq fois vainqueur du classement général de la Coupe du monde et détenteur d'un record de 23 titres de champion du monde, dont douze individuels. Son frère aîné, Tarjei Bø, est également un biathlète de haut niveau. 
Ses premiers fait d'armes sont lors des saisons 2015 et 2016 ou il devient triple champion du monde (sprint en 2015, mass start et relais hommes en 2016). Il remporte son premier petit globe de cristal de l'individuel, le premier de sa carrière, lors de la saison 2017-2018, à égalité de points avec Martin Fourcade. Il gagne son premier titre olympique sur l'épreuve du 20 km individuel aux Jeux olympiques de Pyeongchang de 2018. Il signe au total huit victoires en Coupe du monde lors de cette saison, son duel face à Martin Fourcade ne connaissant son dénouement que lors de la 9e et dernière étape à Tioumen où le Français le devance finalement au classement général pour s'adjuger son septième gros globe de cristal. Le Norvégien termine aussi 2e des classements du sprint, de la poursuite et de la mass start. 
Johannes Thingnes Bø prend son véritable envol lors de la saison 2018-2019 qu'il domine en multipliant les victoires. Il remporte son premier gros globe de cristal le 10 mars, à cinq épreuves du terme, lors des championnats du monde à Östersund  après avoir gagné les médailles d'or du relais mixte avec la Norvège et du sprint (sa treizième victoire de l'hiver) puis terminé 2e de la poursuite. Son frère Tarjei avait été le dernier à gagner la Coupe du monde en 2010-2011 avant l'avènement de Martin Fourcade. Il met donc un terme à sept saisons de domination sans partage du quintuple champion olympique français. En gagnant le sprint, la poursuite et la mass start d'Holmenkollen, neuvième et dernière étape de la saison, il établit un nouveau record de seize victoires sur un hiver, effaçant celui qu'avait signé Martin Fourcade avec quatorze succès en 2016-2017. Il réalise par ailleurs son premier Grand Chelem en gagnant les petit globes du sprint, de la poursuite, de l'individuel et de la mass start.
Lors de la saison 2019-2020, son absence pour deux étapes en janvier en raison de la naissance de son premier enfant, freine son parcours vers une deuxième victoire consécutive au classement général, mais il est le plus médaillé des biathlètes lors des championnats du monde à Antholz-Antersevla avec six podiums, et trois titres : les relais mixte et mixte simple avec la Norvège, et pour finir, son quatrième titre individuel à l'arrivée de la mass start. Grâce un total de 10 victoires dans la saison, reprenant sa domination après avoir manqué quatre courses, il remporte le deuxième gros globe de cristal de sa carrière avec deux points d'avance sur son principal adversaire Martin Fourcade.
Après avoir longtemps bataillé avec son compatriote Sturla Holm Lægreid pour la victoire finale lors de la Coupe du monde 2020-2021, Johannes Boe s'assure finalement son troisième gros globe de cristal consécutif à l'issue de l'ultime course de la saison à Ostersund. Avec « seulement » quatre victoires individuelles au total, le Norvégien s'adjuge aussi le petit globe du sprint, le deuxième de sa carrière. Lors des championnats du monde de Pokjluka la même saison, il remporte quatre nouvelles médailles, deux en or avec le relais masculin et le relais mixte, une en argent avec le relais mixte simple, et une en bronze sur la poursuite.
Alors qu'il est distancé au classement général de la Coupe du monde 2021-2022, avec seulement une victoire et trois podiums en quinze courses disputées, il devient le seul athlète à gagner quatre médailles d'or aux Jeux olympiques de Pékin 2022.  Sur le site de Zhangjiakou, il égale le record de son compatriote Ole Einar Bjørndalen  en remportant  les relais mixte et hommes avec la Norvège, le sprint et pour finir la mass start. Il prend également le bronze de l'individuel pour un total inédit en biathlon de cinq podiums dans les mêmes Jeux, égalé dans le même temps par Marte Olsbu Røiseland et Quentin Fillon Maillet. Dans la foulée de sa réussite olympique, il décide d'arrêter là sa saison et de manquer les trois dernières étapes de la Coupe du monde, avant de reprendre sa domination sur le circuit international dès la saison suivante. 
Médaillé dans les sept épreuves au programme des Mondiaux 2024 à Nové Město avec trois titres individuels, Johannes Thingnes Bø s'adjuge son cinquième gros globe de cristal après avoir engrangé onze victoires supplémentaires au cours de la saison 2023-2024, dépassant ainsi le total de 84 succès de Martin Fourcade.
Le 18 janvier 2025, en cours de saison, il annonce lors d’une conférence de presse à Ruhpolding qu'il mettra un terme à sa carrière sportive à la fin de l'hiver 2024-2025. En attendant de ranger ses skis et sa carabine, Johannes Bø devient lors des Mondiaux de Lenzerheide 2025 où il réalise un doublé sprint-poursuite, le biathlète le plus titré de l'histoire dans les épreuves individuelles aux championnats du monde, avec douze médailles d'or, soit un titre gagné de plus que Ole Einar Bjørndalen et Martin Fourcade, et le plus titré en général avec 23 médailles d'or. Il se retire du circuit de la Coupe du monde le 23 mars 2025 à Oslo avec un total de 91 victoires individuelles à son palmarès, à seulement quatre unités du record de Bjørndalen.

## Carrière

### Parcours en junior
Johannes Thingnes Bø dispute sa première compétition internationale à Beitostølen en fin d'année 2010 dans l'IBU Cup.
Chez les juniors, il est quintuple champion du monde, dont trois fois en individuel au sprint et à la poursuite en 2012 (jeune) ainsi qu'à la poursuite en 2013 (junior) et deux fois en relais. En 2013, il gagne aussi la médaille d'argent au sprint.
Il a aussi remporté le titre de champion d'Europe de relais mixte des moins de 26 ans en 2012 à Osrblie, où il remporte aussi deux médailles en individuel chez les juniors : argent sur l'individuel et bronze sur la poursuite.

### 2012-2013: débuts en Coupe du monde
Pour commencer la saison 2012-2013, il se classe deuxième du sprint d'Otepää, comptant pour l'IBU Cup, deuxième division mondiale.
Johannes Bø fait ses débuts en Coupe du monde lors de la saison 2012-2013, en relais à Anterselva, avant de courir en individuel devant le public norvégien à Holmenkollen, où il marque ses premiers points avec une 28e place sur le sprint. Cet hiver, son meilleur résultat pour sa première saison est une vingtième place, réalisée lors du sprint de Sotchi et dans la poursuite de Khanty-Mansiïsk. En Coupe du monde, pour sa première saison, il se classe 59e avec 75 points.

### 2013-2014: première victoire
Au début de la saison 2013-2014, il surprend les favoris en remportant sa première victoire individuelle lors du sprint disputé au Grand-Bornand, étant à cette occasion le plus jeune vainqueur d'une épreuve de Coupe du monde depuis 1991. Il confirme ce résultat en gagnant la poursuite au même lieu. Âgé de 20 ans, il participe en février aux Jeux olympiques 2014 à Sotchi signant comme meilleur résultat individuel une prometteuse huitième place sur la mass start. Initialement quatrième du relais des Jeux 2014, il récupèrera avec la Norvège la médaille de bronze dix ans plus tard, en 2024, à la suite de la disqualification de la Russie pour dopage. En fin de saison, il signe un triplé à Kontiolahti, s'adjugant les deux sprints et la poursuite. Finalement, avec 631 points, il se classe troisième au général de la Coupe du monde 2013-2014 derrière Martin Fourcade et Emil Hegle Svendsen.

### 2014-2017: montée en puissance
Lors de la saison suivante, il gagne deux fois sur le format le plus court, le sprint, à Hochfilzen et Ruhpolding avant de participer à ses premiers Championnats du monde séniors en mars 2015. Il y remporte sa première médaille sur le relais mixte (en bronze) puis son premier titre mondial sur le sprint où son frère Tarjei décroche la médaille de bronze. Il termine cinquième du classement général de la Coupe du monde 2014-2015 avec 728 points.
Sa saison 2015-2016 est marquée par une victoire dans le premier sprint de Ruhpolding, une autre lors du sprint de Presque Isle et une troisième lors des championnats du monde 2016 à Oslo, où il remporte la seule médaille d'or individuelle masculine norvégienne en battant Martin Fourcade au sprint à l'arrivée de la mass start. Il sera également le dauphin du Français au classement général final de la Coupe du monde avec 820 points.
Deux victoires ornent sa saison 2016-2017, une lors de la mass start d'Antholz-Anterselva et l'autre à domicile, lors du sprint d'Oslo Holmenkollen. Il termine à la troisième place du classement général avec 812 unités.

### 2017-2018: consécration olympique et premier petit globe

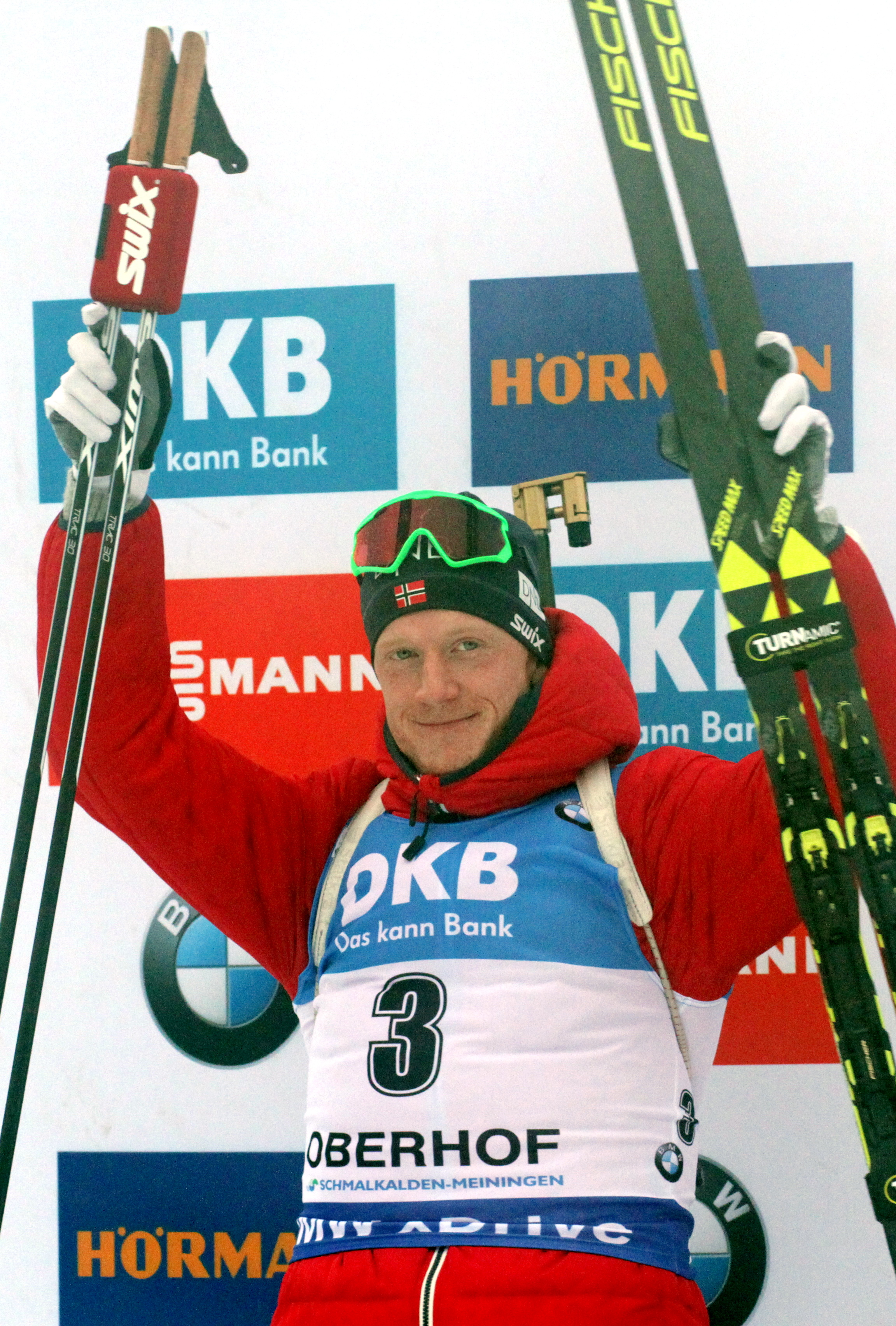
Johannes Bø sur le podium de la poursuite d'Oberhof en 2018

Il débute la Coupe du monde 2017-2018 en remportant l'individuel d'Östersund, portant ainsi le dossard jaune du leader du classement général pour la première fois. Il le perd dès le sprint, où il termine onzième, puis treizième de la poursuite, quand son rival Martin Fourcade termine deuxième et premier. La semaine suivante, il prend une nette revanche en remportant le sprint et la poursuite d'Hochfilzen les 8 et 9 décembre. De retour sur les terres de sa première victoire à Annecy-Le Grand-Bornand, il enchaîne avec une victoire dans le sprint le 15 décembre, puis, le 16 décembre, se montre intouchable lors de la poursuite, s'imposant avec une minute d'avance sur son rival Fourcade, et remportant sa quatrième victoire consécutive, la cinquième en sept courses.
Martin Fourcade reprend ensuite l'ascendant, mais Bø se montre présent, montant à chaque fois sur le podium. Le 10 janvier 2018, en se classant troisième de l'individuel à Ruhpolding, il remporte, conjointement avec le Français, le petit globe de la spécialité (108 points chacun). Il s'agit du premier globe de sa carrière, mais ce petit globe mutuel met en lumière la particulière intensité de son match au sommet avec le sextuple vainqueur de la Coupe du monde. Après avoir subi la loi de Fourcade durant quatre épreuves, il reprend le dessus dans la mass start de Ruhpolding le 14 janvier, lui permettant de s'imposer sur les quatre formats de course dans la même saison pour la première fois de sa carrière.
Le 19 janvier, Johannes T. Bø s'adjuge le sprint 10 km puis le 20 janvier, la poursuite 12,5 km d'Anterselva, qu'il a largement dominée, portant ainsi son total de victoires de la saison à huit, contre, à ce stade, cinq pour le Français qui compte cependant plus de podiums et se maintient pour quelques points en tête du classement général de la Coupe du monde. La mass start le voit terminer sixième, stoppant une série de 11 podiums consécutifs, quand son rival remporte la victoire. Il entame ainsi la coupure de la saison de Coupe du monde pour les Jeux olympiques avec 54 points de retard sur Martin Fourcade. Avant les Jeux, sur six étapes de la Coupe du monde et quinze épreuves, et hormis la première place de son frère Tarjei dans le sprint d'Östersund le 2 décembre, Johannes T. Bø et Martin Fourcade se sont partagé la totalité des victoires. 
Ses deux premières courses olympiques à Pyeongchang sont décevantes. Alors qu'il est le favori du sprint, une discipline dans laquelle il a remporté trois victoires cet hiver, il commet quatre fautes, dont trois dès le tir couché et conclut la course à une décevante 31e place, à plus d'une minute du vainqueur Arnd Peiffer. Son temps de ski lui permet d'espérer réaliser un retour lors de la poursuite, mais il hypothèque ses chances de revenir sur la tête de course avec deux fautes au deuxième tir couché et un premier tir debout désastreux à quatre fautes. Malgré son total de six fautes, il reprend dix places et termine 21e. Ses deux déceptions passées, il décroche l'or lors de l'individuel, malgré deux fautes synonymes de deux minutes de pénalité. Performant sur les skis, il devance de quelques secondes Jakov Fak (+ 5 s 50) et Dominik Landertinger (+ 14 s 20), qui ont pourtant réalisé le sans-faute et confirme donc son excellente saison par un premier sacre olympique. Son total individuel s'arrête à une médaille, après une nouvelle déception lors de la mass start, qu'il conclut à la 16e place avec trois fautes lors du deuxième tir couché.
Durant la première course par équipes, le relais mixte, Johannes Bø est lancé comme troisième relayeur en dixième position avec 1 min 23 s de retard sur l'équipe d'Allemagne, qui domine alors nettement la course. Il signe un relais presque parfait, avec une seule pioche lors du tir debout. Son temps 
de 17 min 24 s est le meilleur parmi les relayeurs masculins, 34 secondes plus rapide que Simon Desthieux et Martin Fourcade qui réalisent un temps identique. Sa performance permet à la Norvège de reprendre 50 secondes à Erik Lesser, le troisième relayeur allemand, et de revenir dans la course aux médailles en lançant Emil Hegle Svendsen en quatrième position, dans le même temps que l'Italie et la France. La Norvège emporte la médaille d'argent. C'est à nouveau en tant que troisième relayeur qu'il aborde le relais masculin, chargé de lancer Emil Svendsen en tête. Avec un temps de 18 min 16 s, et seulement une pioche en dépit des conditions de tir difficiles, il signe le meilleur temps de tous les relayeurs engagés, mais n'est pas parvenu à distancer le Suédois Sebastian Samuelsson, deuxième à quatre dixièmes. De nouveau, les Norvégiens ne peuvent faire mieux que deuxièmes, battus par leurs rivaux suédois.
Pour la reprise de la Coupe du monde, à Kontiolahti, lors du sprint, une belle occasion se présente à Johannes Bø vis-à-vis du classement général : Martin Fourcade déclare en effet forfait à quelques minutes du départ ; en faisant au pire deuxième, le Norvégien pourrait ainsi récupérer le dossard jaune de leader. Cependant, il commet deux fautes lors des tirs et termine quatrième, se rapprochant finalement à 11 points de Fourcade au classement. Une autre occasion lui est donnée de prendre la tête au classement général lors de la mass start, alors que Martin Fourcade manque deux fois la cible lors du premier tir couché. Malheureusement, cinq erreurs lors des 3 tirs suivants ne lui permettent d'arriver qu'à la 19è place tandis que son principal rival, Martin Fourcade, prend la 2e place et porte son avance à 45 points. Par la suite, avec trois victoires consécutives (la poursuite d'Oslo, puis le sprint et la poursuite de la dernière étape à Tioumen), Martin Fourcade s'assure définitivement son septième gros globe en le devançant finalement de 89 points. Le Norvégien de 24 ans termine par ailleurs également 2e de chacun des trois autres classements de spécialités derrière son rival français.

### 2018-2019: premier gros globe de cristal
À Pokljuka, première étape de la Coupe du monde 2018-2019, Johannes Thingnes Bø participe au relais mixte où la Norvège prend la 6e place et où la France s'impose, puis se classe 7e de l'individuel 20 km avec le meilleur temps de ski mais trois erreurs au tir alors que la victoire revient à Martin Fourcade. Les 7 et 9 décembre dans la station slovène, il réalise le doublé sprint-poursuite, s'imposant de 16 secondes devant Antonin Guigonnat lors de la course à deux tirs, puis réalisant Ia poursuite largement en tête jusqu'au quatrième passage au stand où il commet deux erreurs, pour finalement s'imposer à la photo-finish face à Quentin Fillon Maillet. Il quitte Pokljuka avec le dossard jaune de leader de Ia Coupe du monde (qu'il n'avait plus revêtu depuis le sprint d'Östersund 2017) et 33 unités d'avance sur Simon Eder, avant de poursuivre sur sa lancée à Hochfilzen le 14 décembre, où il remporte le sprint et sa troisième victoire de l'hiver. Il s'impose de 8 secondes devant Martin Fourcade malgré une erreur au tir, alors que son rival français a réalisé un sans-faute. Le lendemain, s'il négocie sans encombre le premier tir de la poursuite, il commet finalement six erreurs et termine neuvième d'une épreuve gagnée par Fourcade le lendemain, lequel revient à 57 points au général.
Bø reprend cependant sa marche en avant le 20 décembre à Nové Město na Moravě, s'imposant dans le sprint (demeurant ainsi invaincu dans cette spécialité à ce stade de la saison) avec un 10 sur 10 au tir et une belle avance sur Aleksandr Loguinov, son plus proche rival dans cette course qui finit à 21 secondes. Fourcade commet pour sa part quatre erreurs au tir, termine au-delà du Top 40, ce qui permet à Bø de prendre 60 points supplémentaires sur son rival. 48 heures plus tard, il s'impose dans la poursuite, sa cinquième victoire de l'hiver, avec quatre erreurs au tir, devant Loginov, et son frère Tarjei, alors que Martin Fourcade parti de la 43e place, passe la ligne d'arrivée en 5e position à la faveur d'un 20 sur 20 au tir. Enfin comme Fourcade en 2016 au même endroit, il réalise le triplé sprint-poursuite-mass start en remportant cette dernière course de l'année le 23 décembre, jamais inquiété, en tête de bout en bout, avec un sans-faute dans cette course à quatre tirs, devant Quentin Fillon Maillet à 46 secondes et Evgeniy Garanichev à 54 secondes. Auteur de six victoires en huit courses, Bø entame ainsi l'année 2019 avec une avance de 116 points sur son dauphin, Aleksandr Loginov, et 165 sur Martin Fourcade, cinquième du général. Battu le 11 janvier à l'arrivée du sprint de Oberhof par Aleksandr Loguinov, il s'impose le lendemain dans la poursuite après un duel avec Martin Fourcade qui dure jusqu'au 4e tir debout, où le Français commet deux erreurs, et le Norvégien une seule. Bø s'impose ainsi en solitaire pour une 7e victoire cette saison, devant Arnd Peiffer et Lukas Hofer qui ont débordé Fourcade sur le pas de tir. Bø repart d'Oberhof avec une avance de 130 points sur Loginov, et 200 sur Martin Fourcade, nouveau troisième.
La marche de Johannes Thingnes Bø vers sa probable première victoire au classement général de la Coupe du monde se poursuit le 17 janvier dans le sprint de Ruhpolding où il est le plus rapide à chacun des trois tours de la piste, et où une erreur sur son tir debout ne l'empêche pas de battre son frère Tarjei Bø pour un doublé familial, et Benedikt Doll qui ont eux réussi le sans-faute. Tout comme Martin Fourcade qui termine au 4e rang à 32 secondes du vainqueur en temps de ski. L'avance de Bø dans la course au gros globe de cristal après sa 8e victoire de l'hiver et la 30e de sa carrière passe à 150 points sur Aleksandr Loginov et 217 sur Fourcade. il gagne ensuite la mass start dans la même station, et signe ses dixième et onzième victoires de la saison les 25 et 26 janvier dans le sprint et la poursuite d'Anterselva. Martin Fourcade termine deux fois quatrième puis cinquième de ces trois courses, Aleksandr Loginov décroche, et le plus jeune des frères Bø est d'ores et déjà quasi assuré de remporter le gros globe de cristal en fin de saison. Sa série de cinq victoires consécutives depuis la poursuite d'Oberhof s'arrête toutefois dans la mass start d'Anterselva le 27 janvier, où Quentin Fillon Maillet lui tient tête tout du long et le relègue à la deuxième place à 14 secondes à l'arrivée.
Johannes Thingnes Bø remporte une douzième victoire écrasante dans l'individuel raccourci à 15 km en raison du froid disputée à Canmore le 7 février. Il réalise le 20 sur 20 au tir et le meilleur temps à ski, et devance de plus de 2 minutes son compatriote Vetle Sjåstad Christiansen suivi par Aleksandr Loguinov, alors que Martin Fourcade  qui n'est plus en course pour le classement général, fait l'impasse sur les étapes de la tournée nord-américaine. En gagnant cette course Bø s'est imposé dans toutes les disciplines du biathlon cet hiver et dispose d'un boulevard de 300 unités d'avance sur Loginov. Johannes Bø fait cependant une série d'erreurs inhabituelles cette saison : quatre cibles manquées au tir debout dans le sprint de Soldier Hollow le 15 février, un 6 sur 10, et une 5e place à l'arrivée de la course remportée par son coéquipier Vetle Sjåstad Christiansen. Cela ne l'empêche pas de remporter son premier petit globe de la saison, celui de la discipline en question, puisqu'avec 394 points, 130 d'avance sur Aleksandr Loguinov et deux épreuves restant à disputer, il ne peut plus être rejoint au classement du sprint. Il reste en difficulté sur son tir debout dans la poursuite disputée le lendemain avec cinq erreurs, mais il réalise le meilleur temps à ski et se classe 4e de la course gagnée par Quentin Fillon Maillet avec un sans-faute. Il perd toutefois le 28 février les 43 points de cette 4e place, après avoir lui-même signalé à l'IBU qu'il n'avait tiré que quatre balles sur son dernier tir debout.

#### Championnats du monde 2019 à Östersund
Dès la première épreuve des Mondiaux 2019, le 7 mars, Johannes Thingnes Bø remporte une médaille d'or. Il est placé en troisième position du relais mixte norvégien après Marte Olsbu Røiseland et Tiril Eckhoff, effectue deux pioches sur son tir debout, réalise le meilleur temps à ski, et lance Vetle Sjåstad Christiansen en tête de la course, ce dernier concluant victorieusement devant l'Allemagne et l'Italie avec un sans faute. Deux jours plus tard, il remporte son quatrième titre individuel à l'arrivée du sprint, avec une faute sur son tir debout, mais en se montrant à nouveau le plus rapide sur les skis pour devancer Aleksandr Loguinov à 13 s 7 et Quentin Fillon Maillet à 16 s 5, auteurs du 10 sur 10. Le 10 mars, dans la poursuite, alors qu'il possède une avance de près d'une minute en arrivant dans le stade pour le quatrième tir debout, il commet trois erreurs et se fait déborder par Dmytro Pidruchnyy qui le bat de 8 secondes sur la ligne d'arrivée. Il n'en remporte pas moins officiellement son premier classement général de la Coupe du monde, s'étant ménagé suffisamment d'avance pour ne plus être rejoint. Dans l'individuel 20 km, dont il est le champion olympique en titre il commet à nouveau trop d'erreurs face aux cibles (trois minutes de pénalité) pour bien figurer à l'arrivée de la course remportée par Arnd Peiffer : il se classe 9e. Le 14 mars, Johannes Bø remporte sa troisième médaille d'or à Östersund en s'imposant avec Marte Olsbu Røiseland dans le relais mixte simple. Le tandem norvégien passe toute la course aux avant-postes, et le vainqueur du gros globe conclut le dernier relais en n'effectuant pas la moindre pioche lors de ses deux passages au stand de tir. Bø et Olsbu Røiseland sont les premiers champions du monde de la discipline introduite au programme des Mondiaux 2019. Il remporte sa quatrième médaille d'or en concluant le relais norvégien 4 x 7,5 km, nullement entravé par ses trois pioches au dernier tir debout, compte tenu de l'avance que lui a ménagé son frère troisième relayeur Tarjei Bø. Enfin, le 17 mars, en tête de la mass start, il connait un terrible défaillance sur le 4e tir (debout) dans le vent et sous la neige : aucune cible atteinte et cinq boucles de pénalité. Les cartes sont totalement rebattues sur ce dernier tir : Dominik Windisch, arrivé en 11e position avec 54 secondes de retard, réalise un sans-faute et s'impose devant Antonin Guigonnat et Julian Eberhard qui n'en ont commis qu'une seule. Il termine la course au 13e rang.

#### Record de victoires et premier Grand Chelem
La neuvième et dernière étape de la Coupe du monde se déroule sur le stade d'Holmenkollen à Oslo. Le 22 mars, Johannes Bø signe encore de très loin le meilleur temps à ski dans le sprint : une erreur sur le tir debout ne l'empêche pas de s'imposer avec plus de 30 secondes d'avance sur Lukas Hofer (2e) et Quentin Fillon Maillet (3e) qui ont pour leur part réussi le 10 sur 10.  Après le général et l'individuel, il s'adjuge le petit globe du sprint, en course pour réaliser un Grand Chelem comme Fourcade l'a fait quatre fois. Il gagne par ailleurs sa quatorzième victoire de l'hiver, égalant le record sur une saison que le Français avait établi en 2016-2017. Puis il bat le record le lendemain avec un quinzième succès en gagnant la poursuite avec trois erreurs au tir, mais avec une telle avance qu'il peut passer la dernière ligne droite sans ses bâtons en faisant flotter le drapeau norvégien et en saluant le public. Il a en prime le bonheur d'un doublé familial, puisqu'il attend bras écartés son frère Tarjei qui arrive 13 secondes après lui, alors qu'Arnd Peiffer termine 3e à 18 secondes. Le globe de la poursuite (cinq victoires dans la discipline cet hiver) lui revient bien évidemment. Enfin, le 24 mars, il domine la mass start de la tête et des épaules, avec un 20 sur 20, et à nouveau, une arrivée triomphale sans bâtons, casque de viking sur la tête, pour porter son record à seize victoires dans l'hiver et réaliser son premier Grand Chelem en s'attribuant tous les globes de cristal mis en jeu.

### 2019-2020: deuxième gros globe de cristal
Johannes Thingnes Bø ouvre la saison par une victoire dans le sprint d'Östersund et s'impose aussi avec le relais masculin norvégien, mais il ne se classe que 10e de l'individuel remporté par Martin Fourcade et lui laisse le maillot de leader du classement général. À Hochfilzen le 13 décembre, il s'impose à nouveau dans le sprint devant Simon Desthieux et Aleksandr Loguinov, et reprend la tunique jaune. Lors de la troisième étape de la Coupe du monde, au Grand Bornand, il se classe quatrième du sprint, puis remporte la poursuite le 21 décembre avec un 19 sur 20 au tir devant Quentin Fillon Maillet, deuxième à 22 secondes alors qu'il n'a réalisé aucune faute au tir. Il remporte le lendemain devant les plus de 20 000 spectateurs du site français la mass start avec 42 secondes d'avance sur Émilien Jacquelin pour une cinquième victoire cette saison et la 43e de sa carrière. Cette cinquième victoire en sept courses lui confère alors 61 points d'avance au classement général sur son grand frère Tarjei. Cependant Johannes Bø décide de faire l'impasse sur au moins deux étapes (Oberhof et Ruhpolding) en janvier 2020, en raison de sa future paternité, ce qui a pour conséquence pour lui la perte du dossard jaune de leader de la Coupe du Monde à l'issue de l'étape d'Oberhof au profit de Martin Fourcade. Il dit ainsi « Cet hiver, le général n'est pas une priorité pour moi ». Après avoir manqué les quatre courses individuelles disputées en Allemagne, il effectue son retour à Pokljuka et s'impose de peu dès sa course de rentrée le 23 janvier devant Fourcade sur l'individuel, signant ainsi sa sixième victoire de la saison.

#### Championnats du monde 2020 à Antholz-Anterselva et fin de saison
En ouverture de ces championnats du monde 2020, Johannes Bø gagne pour la deuxième année d'affilée le relais mixte avec son frère Tarjei Bø, Marte Olsbu Roeiseland et Tiril Eckhoff, devançant sur le podium l'Italie et la République tchèque. Sur le sprint, le Norvégien, auteur d'une faute en tir, ne peut faire mieux qu'une cinquième place, à moins de cinq secondes de Martin Fourcade et du podium. Le lendemain sur la poursuite, il est battu au sprint par le Français Émilien Jacquelin à l'arrivée et doit se contenter de la médaille d'argent, sa première médaille individuelle dans ces championnats. Le 19 février, il remporte une seconde médaille d'argent dans ces championnats sur l'individuel après avoir terminé à 57 secondes de Martin Fourcade, qui a raté une balle de moins que lui au tir (18 sur 20 pour le Norvégien). Par la suite, il décroche deux nouvelles médailles en relais, une en or sur le relais mixte simple en compagnie de Marte Olsbu-Roeiseland, et une en argent avec le relais masculin composé de Tarjei Bø, Vetle Christiansen et Johannes Dale. Le 23 février, il devient champion du monde lors de la dernière course individuelle de ces Mondiaux, la mass start, ce qui constitue sa sixième médaille dans ces championnats (sur sept épreuves) et sa deuxième médaille d'or de sa carrière dans cette épreuve après celle décrochée en 2016 à Holmenkollen. Seul parmi les 30 concurrents à réaliser un 20 sur 20 au tir, Il s'impose largement détaché et devance sur le podium les Français Quentin Fillon-Maillet et Émilien Jacquelin.
L'étape de Coupe du monde de Nove Mesto en République tchèque lui permet de réaliser une bonne opération pour le classement général puisqu'il s'impose à la fois sur le sprint et sur la mass start, tandis que son principal adversaire Martin Fourcade ne se classe que sixième et quatorzième de ces deux courses. Il remporte également le dernier relais masculin de la saison avec l'équipe de Norvège devant l'Ukraine et la Suède, gagnant ainsi les trois courses disputées lors de cette étape. La dernière étape de la saison à Oslo étant annulée en raison de la pandémie de coronavirus, le gros globe de cristal se joue lors de l'étape de Kontiolahti en Finlande. Johannes gagne le sprint devant Martin Fourcade grâce à un sans-faute au tir, s'octroyant ainsi 19 points d'avance au classement général virtuel avant la dernière course de la saison, la poursuite, qui est disputée le lendemain. Malgré la victoire de Fourcade pour la dernière course de sa carrière, et un triplé français, le Norvégien, en danger avant le dernier tir où il réussit un 5 sur 5,  assure la 4e place, conserve deux points d'avance au classement général de la Coupe du Monde et remporte son deuxième gros globe de cristal consécutif. Il rend alors hommage à Martin Fourcade qui prend sa retraite sportive. « C'était très excitant. Martin était très rapide sur les skis aujourd'hui. Je me suis raté sur mon premier debout, soudain tout s'est mal passé. Je ne sais pas comment j'ai fait pour mettre les cinq dernières balles. Après dans la dernière boucle je savais que je pouvais terminer 4e pour gagner le globe. J'ai pu oublier toute cette pression mais quel combat aujourd'hui. Martin est une légende, il a poussé tout le monde pour devenir meilleur, notamment moi même, et pas seulement comme un biathlète mais aussi comme personne. Je veux le remercier au nom de toute la Norvège pour toutes les batailles livrées contre Ole Einar Bjoerndalen, contre Emil Svendsen et contre moi. Il va manquer à toute notre équipe ».
Début mai 2020, lors d'une interview à une chaîne de télévision norvégienne, il indique compter poursuivre sa carrière de biathlète jusqu'aux J.O. de 2026, à Milan-Cortina d'Ampezzo (Italie) et prendre sa retraite sportive, à l'issue de la compétition.

### 2020-2021: troisième gros globe de cristal
Moins souverain que les deux saisons précédentes, toujours aussi rapide sur les skis mais rencontrant des problèmes de fiabilité avec son tir, Johannes Bø doit s'employer tout l'hiver 2020-2021 à repousser les assauts de son jeune compatriote Sturla Holm Lægreid qui explose au plus haut niveau mondial pour sa première saison complète en Coupe du monde et ses premiers championnats du monde où il remporte quatre médailles d'or dont celles de l'individuel et de la mass-start. Les quatre victoires du frère cadet de Tarjei Bø sont son plus faible total depuis la saison 2016-2017, alors que Lægreid s'en adjuge sept dans tous les formats de course, remportant au passage les médailles d'or de l'individuel et de la mass start aux Mondiaux de Pokljuka. Ainsi, le tenant du gros globe de cristal ne fait pas mieux sur un plan individuel qu'une médaille de bronze à l'arrivée de la poursuite  des Mondiaux. 
Mais il multiplie les podiums (14 en tout) et reste tant bien que mal en tête du classement général durant la quasi-totalité de l'hiver. Toutefois, Lægreid le menace jusqu'à la toute dernière épreuve, la mass-start d'Östersund le 21 mars. En terminant 3e de la course remportée par Simon Desthieux, alors que son jeune rival termine huitième, Il parvient à « conserver son titre », à gagner son troisième gros globe consécutif, avec une mince avance de 13 points.

### 2021-2022: record partagé de quatre titres aux Jeux de Pékin et fin de saison
Distancé en Coupe du monde, avec une seule victoire et trois podiums en quinze courses, Johannes Thingnes Bø connait la réussite aux Jeux de Pékin 2022. Il commence par remporter le relais mixte avec Marte Olsbu Røiseland, Tiril Eckhoff et son frère Tarjei  Bø, placé en dernier relayeur pour battre Quentin Fillon Maillet au sprint, se classe troisième de l'individuel dont il était le tenant du titre et où Fillon Maillet s'impose, et gagne sa troisième course dans le Centre de ski nordique et de biathlon de Guyangshu, le sprint, qu'il domine avec le meilleur temps à skis et une faute au tir, devant son rival français, alors que Tarjei les accompagne sur le podium. Il s'agit de sa sixième médaille olympique et de son deuxième titre dans un épreuve individuelle. Le 15 février, il est le troisième relayeur du quatuor masculin norvégien qui remporte le titre du relais 4 × 7,5 km. C'est lui qui ramène son équipe à l'avant de la course après un premier relais difficile de Sturla Holm Lægreid en se montrant le plus rapide sur la piste, avant de lancer Vetle Sjåstad Christiansen en bonne position, ce dernier réalisant le 10 sur 10 pour faire triompher son équipe devant la France et le comité olympique russe. Il s'agit de la troisième médaille d'or de Johannes Bø à Pékin.
Lors de la dernière épreuve, la mass start disputée le 18 février, il est de loin le plus rapide à skis (35 secondes devant Quentin Fillon Maillet qui réalise le deuxième temps), et malgré quatre fautes au tir, dont deux au dernier debout, il s'impose largement détaché, devant Martin Ponsiluoma (2 fautes) à 40 secondes, et Vetle Sjåstad Christiansen (3 fautes) à 1 min 12 s, ce dernier profitant de la défaillance de Fillon Maillet sur cet ultime passage au stand, qui part tourner trois fois sur l'anneau de pénalité. Johannes Bø égale le record de son compatriote Ole Einar Bjørndalen avec quatre titres dans les mêmes Jeux (considérant que son prédécesseur norvégien avait gagné quatre courses sur les quatre au programme à Salt Lake City en 2002), et avec cinq médailles, établit un record de podiums en biathlon dans une même édition hivernale, qu'il partage avec sa compatriote Marte Olsbu Røiseland (trois titres, deux médailles de bronze) et Quentin Fillon Maillet (deux titres, trois médailles d'argent). À 28 ans, Johannes Bø totalise désormais huit médailles (cinq en or) en deux participations aux Jeux d'hiver.
Après sa moisson pékinoise, Johannes Bø décide d'arrêter là sa saison et de ne pas participer aux trois dernières étapes de la Coupe du monde 2021-2022. « À la fois physiquement et mentalement, cette saison et la précédente ont été très difficiles en termes de contrôle des infections et de préparation en vue des Jeux olympiques de Pékin. Depuis les JO 2018, je n'ai pas trouvé de place pour faire une longue pause. J'ai décidé de la prendre maintenant, et je reste d'ores et déjà prêt et très motivé pour les quatre prochaines années menant aux Jeux olympiques à Anterselva en 2026 » déclare-t-il le 28 février.

### 2022-2024: deux saisons de domination sans partage
Après son échec au classement général de la Coupe du monde lors de la saison olympique, Johannes Thingnes Bø retrouve les sommets à tous les niveaux et ne laisse que des miettes à ses adversaires. Il remporte haut la main deux nouveaux gros globes de cristal (ses quatrième et cinquième). En 2023, il totalise 1589 points (hors mondiaux) et finit avec près de 500 points d'avance sur son dauphin Laegreid, grâce à un record de 19 victoires sur les 23 courses individuelles qu'il dispute au cours de l'hiver, et ne manque le podium qu'une seule fois. En 2024, il se contente d'un peu moins de deux-cent points d'avance au classement général final sur son frère Tarjei, mais signe quand-même 11 nouvelles victoires qui portent son total à la fin de l'hiver 2023-2024 à 85, soit dix unités du record de Bjørndalen. Lors de ces deux saisons, il empoche cinq petits globes supplémentaires sur huit possibles, deux lui échappant de peu. Aux championnats du monde, il est médaillé sur la totalité des quatorze épreuves des deux éditions cumulées, avec huit titres de champion du monde, dont trois individuels obtenus en 2023 à Oberhof (sprint, poursuite et individuel) et trois autres en 2024 à Nove Mesto (poursuite, individuel, mass-start).

### 2024-2025: dernière saison et record de titres mondiaux en carrière
(...)
Johannes Boe termine la deuxième place du classement général et prend sa retraite sportive à l'issue de la saison 2024-2025.

## Vie privée
Johannes Thingnes Boe rencontre Hedda Kløvstad Dæhli durant l'été 2015 mais ils officialisent leur relation seulement en août 2016 en assistant ensemble au lancement de la collection d'une marque. Ils se fiancent en décembre 2017 et se marient le 30 juin 2018  à l’église de Vestmarka. Il devient le papa du petit Gustav le 13 janvier 2020. Ils ont un deuxième enfant, une fille prénommée Sofia, en juillet 2023.

## Caractéristiques de ses performances sportives

### Tir
| Réussite au tir  | 2013 – 2014 | 2014 – 2015 | 2015 – 2016 | 2016 – 2017 | 2017 – 2018 | 2018 – 2019 | 2019 – 2020 | 2020 – 2021 | 2021 – 2022 |
| ---------------- | ----------- | ----------- | ----------- | ----------- | ----------- | ----------- | ----------- | ----------- | ----------- |
| Total tirs       | 330/398     | 392/475     | 376/440     | 362/408     | 441/513     | 431/502     | 348/388     | 476/568     | 290/367     |
| Total %          | 82 %        | 82 %        | 85 %        | 88 %        | 85 %        | 85 %        | 89 %        | 84 %        | 84 %        |
| position couchée | -           | 88 %        | 89 %        | 89 %        | 85 %        | 93 %        | 89 %        | 86 %        |             |
| position debout  | -           | 76 %        | 81 %        | 87 %        | 86 %        | 78 %        | 89 %        | 82 %        |             |

Ces statistiques sont fournies par l'Union internationale de biathlon. Les données intègrent les résultats des tirs en incluant ceux opérés lors des relais.

## Palmarès

### Jeux olympiques
| Édition \ Épreuve | Individuel                          | Sprint                         | Poursuite | Mass start                     | Relais                              | Relais mixte                       |
| ----------------- | ----------------------------------- | ------------------------------ | --------- | ------------------------------ | ----------------------------------- | ---------------------------------- |
| Sotchi 2014       | 11e                                 | 55e                            | 32e       | 8e                             | Médaille de bronze, Jeux olympiques | -                                  |
| Pyeongchang 2018  | Médaille d'or, Jeux olympiques      | 31e                            | 21e       | 16e                            | Médaille d'argent, Jeux olympiques  | Médaille d'argent, Jeux olympiques |
| Pékin 2022        | Médaille de bronze, Jeux olympiques | Médaille d'or, Jeux olympiques | 5e        | Médaille d'or, Jeux olympiques | Médaille d'or, Jeux olympiques      | Médaille d'or, Jeux olympiques     |

Légende :
- : première place, médaille d'or
- : deuxième place, médaille d'argent
- : troisième place, médaille de bronze
- : pas d'épreuve
- - : Non disputée par Johannes Thingnes Bø

### Championnats du monde
| Édition \ Épreuve       | Individuel               | Sprint                   | Poursuite                 | Mass start                | Relais                   | Relais mixte              | Relais mixte simple              |
| ----------------------- | ------------------------ | ------------------------ | ------------------------- | ------------------------- | ------------------------ | ------------------------- | -------------------------------- |
| Kontiolahti 2015        | 7e                       | Médaille d'or, monde     | 31e                       | 6e                        | Médaille d'argent, monde | Médaille de bronze, monde | Épreuve inexistante à cette date |
| Oslo-Holmenkollen 2016  | 4e                       | 4e                       | 4e                        | Médaille d'or, monde      | Médaille d'or, monde     | Médaille de bronze, monde | Épreuve inexistante à cette date |
| Hochfilzen 2017         | 8e                       | Médaille d'argent, monde | Médaille d'argent, monde  | Médaille d'argent, monde  | 8e                       | 8e                        | Épreuve inexistante à cette date |
| Östersund 2019          | 9e                       | Médaille d'or, monde     | Médaille d'argent, monde  | 13e                       | Médaille d'or, monde     | Médaille d'or, monde      | Médaille d'or, monde             |
| Antholz-Anterselva 2020 | Médaille d'argent, monde | 5e                       | Médaille d'argent, monde  | Médaille d'or, monde      | Médaille d'argent, monde | Médaille d'or, monde      | Médaille d'or, monde             |
| Pokljuka 2021           | 5e                       | 5e                       | Médaille de bronze, monde | 8e                        | Médaille d'or, monde     | Médaille d'or, monde      | Médaille d'argent, monde         |
| Oberhof 2023            | Médaille d'or, monde     | Médaille d'or, monde     | Médaille d'or, monde      | Médaille de bronze, monde | Médaille d'argent, monde | Médaille d'or, monde      | Médaille d'or, monde             |
| Nove Mesto 2024         | Médaille d'or, monde     | Médaille d'argent, monde | Médaille d'or, monde      | Médaille d'or, monde      | Médaille d'argent, monde | Médaille d'argent, monde  | Médaille de bronze, monde        |
| Lenzerheide 2025        | 20e                      | Médaille d'or, monde     | Médaille d'or, monde      | Médaille de bronze, monde | Médaille d'or, monde     | 4e                        | Médaille d'argent, monde         |

Légende :
- : première place, médaille d'or
- : deuxième place, médaille d'argent
- : troisième place, médaille de bronze
- : pas d'épreuve
- - : Non disputée par Johannes Thingnes Bø

### Coupe du monde
- 5 gros globes de cristal en 2019, 2020, 2021, 2023 et 2024
- 13 petits globes de cristal (dont un grand chelem en 2019) :
  - Vainqueur du classement de l'individuel en 2018 et 2019 et 2024.
  - Vainqueur du classement du sprint en 2019, 2021, 2023 et 2025.
  - Vainqueur du classement de la poursuite en 2019, 2023 et 2024.
  - Vainqueur du classement de la mass start en 2019 et 2020 et 2024.
- 220 podiums[53] :
  - 143 podiums individuels : 91 victoires, 26 deuxièmes places et 26 troisièmes places ;
  - 48 podiums en relais : 28 victoires, 15 deuxièmes places et 5 troisièmes places ;
  - 21 podiums en relais mixte : 12 victoires, 5 deuxièmes places et 4 troisièmes places.
  - 8 podiums en relais simple mixte : 3 victoires, 2 deuxièmes places et 3 troisièmes places.

Mis à jour le 22 mars 2025

#### Classements en Coupe du monde
| Saison    | Individuel | Individuel | Individuel | Sprint  | Sprint | Sprint   | Poursuite | Poursuite | Poursuite | Mass start | Mass start | Mass start | Général | Général | Général  |
| Saison    | Courses    | Points     | Position   | Courses | Points | Position | Courses   | Points    | Position  | Courses    | Points     | Position   | Courses | Points  | Position |
| --------- | ---------- | ---------- | ---------- | ------- | ------ | -------- | --------- | --------- | --------- | ---------- | ---------- | ---------- | ------- | ------- | -------- |
| 2012-2013 | 1 / 3      | 0          | nc         | 3 / 10  | 38     | 61e      | 2 / 8     | 37        | 49e       | 0 / 5      |            |            | 6 / 26  | 75      | 59e      |
| 2013-2014 | 2 / 2      | 49         | 12e        | 7 / 9   | 278    | 3e       | 6 / 8     | 226       | 5e        | 3 / 3      | 83         | 10e        | 18 / 22 | 636     | 3e       |
| 2014-2015 | 3 / 3      | 108        | 5e         | 10 / 10 | 330    | 5e       | 6 / 7     | 146       | 15e       | 5 / 5      | 144        | 9e         | 24 / 25 | 728     | 5e       |
| 2015-2016 | 3 / 3      | 90         | 5e         | 8 / 9   | 298    | 3e       | 7 / 8     | 278       | 3e        | 4 / 5      | 154        | 4e         | 22 / 25 | 820     | 2e       |
| 2016-2017 | 3 / 3      | 115        | 4e         | 7 / 9   | 269    | 5e       | 7 / 9     | 278       | 4e        | 4 / 5      | 150        | 6e         | 21 / 26 | 812     | 3e       |
| 2017-2018 | 2 / 2      | 108        | 1er        | 8 / 8   | 382    | 2e       | 7 / 7     | 364       | 2e        | 5 / 5      | 222        | 2e         | 22 / 22 | 1027    | 2e       |
| 2018-2019 | 3 / 3      | 128        | 1er        | 9 / 9   | 514    | 1er      | 8 / 8     | 386       | 1er       | 5 / 5      | 262        | 1er        | 25 / 25 | 1262    | 1er      |
| 2019-2020 | 3 / 3      | 145        | 2e         | 6 / 8   | 323    | 3e       | 4 / 5     | 217       | 4e        | 4 / 5      | 228        | 1er        | 17 / 21 | 913     | 1er      |
| 2020-2021 | 3 / 3      | 94         | 2e         | 10 / 10 | 359    | 1er      | 8 / 8     | 306       | 2e        | 5 / 5      | 180        | 2e         | 26 / 26 | 1052    | 1er      |
| 2021-2022 | 2 / 2      | 83         | 4e         | 5 / 9   | 165    | 20e      | 4 / 7     | 117       | 22e       | 2 / 4      | 75         | 22e        | 13 / 22 | 440     | 13e      |
| 2022-2023 | 2 / 3      | 119        | 7e         | 7 / 7   | 630    | 1er      | 7 / 7     | 600       | 1er       | 3 / 4      | 240        | 2e         | 19 / 21 | 1589    | 1er      |
| 2023-2024 | 3 / 3      | 195        | 1er        | 7 / 7   | 324    | 2e       | 7 / 7     | 491       | 1er       | 4 / 4      | 252        | 1er        | 21 / 21 | 1262    | 1er      |
| 2024-2025 | '          | 106        | 7e         | '       | 432    | 1er      | '         | 430       | 2e        | '          | 205        | 6e         | '       | 1173    | 2e       |

Dernière mise à jour le 23 mars 2025
- Courses : nombre d'épreuves disputées/nombre total d'épreuves ; Points : nombre de points en Coupe du monde ; Position : classement en Coupe du monde[54].
- Les épreuves des Jeux olympiques et des championnats de monde sont comptabilisées par l'Union internationale de biathlon (International Biathlon Union ou IBU) comme des épreuves de coupe du monde. Les épreuves des Jeux olympiques n'accordent en revanche plus de points pour la coupe du monde à partir de 2014 mais elles restent comptabilisées comme telles dans les palmarès des sportifs.

#### Détail des victoires
| Saison \ Épreuve | Individuel                                  | Sprint | Poursuite                                                                                        | Mass start                                                   | Total |
| ---------------- | ------------------------------------------- | --- | ------------------------------------------------------------------------------------------------ | ------------------------------------------------------------ | ----- |
| 2013-2014        |                                             | Le Grand-Bornand Kontiolahti 1 Kontiolahti 2                                                                      | Le Grand-Bornand Kontiolahti                                                                     |                                                              | 5     |
| 2014-2015        |                                             | Hochfilzen Ruhpolding Kontiolahti (Ch du monde)                                                                   |                                                                                                  |                                                              | 3     |
| 2015-2016        |                                             | Ruhpolding Presque Isle                                                                                           |                                                                                                  | Holmenkollen (Ch du monde)                                   | 3     |
| 2016-2017        |                                             | Holmenkollen |                                                                                                  | Antholz-Anterselva                                           | 2     |
| 2017-2018        | Östersund Pyeongchang (J.O)                 | Hochfilzen Le Grand-Bornand Antholz-Anterselva                                                                    | Hochfilzen Le Grand-Bornand Antholz-Anterselva                                                   | Ruhpolding                                                   | 9     |
| 2018-2019        | Canmore                                     | Pokljuka Hochfilzen Nové Město Ruhpolding Antholz-Anterselva Östersund (Ch du monde) Holmenkollen                 | Pokljuka Nové Město Oberhof Antholz-Anterselva Holmenkollen                                      | Nové Město Ruhpolding Holmenkollen                           | 16    |
| 2019-2020        | Pokljuka                                    | Östersund Hochfilzen Nové Město Kontiolahti                                                                       | Hochfilzen Le Grand Bornand                                                                      | Le Grand Bornand Antholz-Anterselva (Ch du monde) Nové Město | 10    |
| 2020-2021        |                                             | Kontiolahti 1 Oberhof 1 Oberhof 2                                                                                 |                                                                                                  | Antholz-Anterselva                                           | 4     |
| 2021-2022        |                                             | Le Grand Bornand Pékin (JO)                                                                                       |                                                                                                  | Pékin (JO)                                                   | 3     |
| 2022-2023        | Ruhpolding Oberhof (Ch du monde)            | Kontiolahti Hochfilzen Le Grand Bornand Pokljuka Antholz-Anterselva Oberhof (Ch du monde) Nové Město Holmenkollen | Kontiolahti Hochfilzen Pokljuka Antholz-Anterselva Oberhof (Ch du monde) Nové Město Holmenkollen | Ruhpolding Holmenkollen                                      | 19    |
| 2023-2024        | Antholz-Anterselva Nové Město (Ch du monde) | Canmore | Hochfilzen Lenzerheide Nové Město (Ch du monde) Soldier Hollow Canmore                           | Lenzerheide Nové Město (Ch du monde) Canmore                 | 11    |
| 2024-2025        |                                             | Hochfilzen Lenzerheide (Ch du monde) Holmenkollen                                                                 | Hochfilzen Le Grand-Bornand Lenzerheide (Ch du monde)                                            |                                                              | 6     |
| Total            | 8                                           | 40 | 27                                                                                               | 16                                                           | 91    |

(état au 21 mars 2025)

#### Résultats détaillés en Coupe du monde
| 2012-2013 |        |        |         |        |        |        |        |        |         |        |        |        |        |        | .      | .      | .       | .      |        |        |        |         |         |         |        |         |        | 59e |
| 2012-2013 | IN     | SP     | PU      | SP     | PU     | SP     | PU     | MS     | SP      | PU     | SP     | MS     | SP     | PU     | SP     | PU     | IN      | MS     | SP 28e | PU 24e | MS     | IN 68e  | SP 20e  | SP 37e  | PU 20e | MS      |        | 59e |
| 2013-2014 |        |        |         |        |        |        |        |        |         |        |        |        |        |        | .      | .      | .       | .      |        |        |        |         |         |         |        |         |        | 3e  |
| 2013-2014 | IN 26e | SP 9e  | PU Ann. | SP     | PU     | SP 1er | PU 1er | SP 10e | PU 6e   | MS 17e | IN 8e  | PU 17e | SP     | PU     | SP 54e | PU 32e | IN 11e  | MS 8e  | SP 30e | PU 27e | MS 5e  | SP 1er  | SP 1er  | PU 1er  | SP 17e | PU 11e  | MS 22e | 3e  |
| 2014-2015 |        |        |         |        |        |        |        |        |         |        |        |        |        |        |        |        |         |        | .      | .      | .      | .       |         |         |        |         |        | 5e  |
| 2014-2015 | IN 8e  | SP 39e | PU 30e  | SP 1er | PU 4e  | SP 10e | PU 8e  | MS 23e | SP 4e   | MS 14e | SP 1er | MS 10e | SP 31e | PU 22e | SP 10e | PU 12e | IN 6e   | SP 8e  | SP 1er | PU 31e | IN 7e  | MS 6e   | SP 68e  | PU      | MS 9e  |         |        | 5e  |
| 2015-2016 |        |        |         |        |        |        |        |        |         |        |        |        |        |        |        |        |         |        |        | .      | .      | .       | .       |         |        |         |        | 2e  |
| 2015-2016 | IN 19e | SP 6e  | PU 16e  | SP 14e | PU 23e | SP 64e | PU     | MS 8e  | SP 1er  | PU 7e  | MS 10e | IN 16e | MS 12e | SP 8e  | PU 3e  | SP     | MS      | SP 1er | PU 2e  | SP 4e  | PU 4e  | IN 4e   | MS 1er  | SP 7e   | PU 2e  | MS Ann. |        | 2e  |
| 2016-2017 |        |        |         |        |        |        |        |        |         |        |        |        |        |        |        | .      | .       | .      | .      |        |        |         |         |         |        |         |        | 3e  |
| 2016-2017 | IN 2e  | SP 30e | PU 10e  | SP 2e  | PU 4e  | SP 4e  | PU 5e  | MS 9e  | SP N.P. | PU     | MS     | SP 37e | PU 15e | IN 14e | MS 1er | SP 2e  | PU 2e   | IN 8e  | MS 2e  | SP     | PU     | SP 4e   | PU 7e   | SP 1er  | PU 3e  | MS 29e  |        | 3e  |
| 2017-2018 |        |        |         |        |        |        |        |        |         |        |        |        |        |        |        | .      | .       | .      | .      |        |        |         |         |         |        |         |        | 2e  |
| 2017-2018 | IN 1er | SP 11e | PU 13e  | SP 1er | PU 1er | SP 1er | PU 1er | MS 2e  | SP 3e   | PU 2e  | IN 3e  | MS 1er | SP 1er | PU 1er | MS 6e  | SP 31e | PU 21e  | IN 1er | MS 16e | SP 4e  | MS 19e | SP 2e   | PU 3e   | SP 14e  | PU 2e  | MS 3e   |        | 2e  |
| 2018-2019 |        |        |         |        |        |        |        |        |         |        |        |        |        |        |        |        |         |        |        | .      | .      | .       | .       |         |        |         |        | 1er |
| 2018-2019 | IN 7e  | SP 1er | PU 1er  | SP 1er | PU 9e  | SP 1er | PU 1er | MS 1er | SP 2e   | PU 1er | SP 1er | MS 1er | SP 1er | PU 1er | MS 2e  | SI 1er | SP Ann. | SP 5e  | PU 4e  | SP 1er | PU 2e  | IN 9e   | MS 13e  | SP 1er  | PU 1er | MS 1er  |        | 1er |
| 2019-2020 |        |        |         |        |        |        |        |        |         |        |        |        |        | .      | .      | .      | .       |        |        |        |        |         |         |         |        |         |        | 1er |
| 2019-2020 | SP 1er | IN 10e | SP 1er  | PU 1er | SP 4e  | PU 1er | MS 1er | SP     | MS      | SP     | PU     | IN 1er | MS 3e  | SP 5e  | PU 2e  | IN 2e  | MS 1er  | SP 1er | MS 1er | SP 1er | PU 4e  | SP Ann. | PU Ann. | MS Ann. |        |         |        | 1er |
| 2020-2021 |        |        |         |        |        |        |        |        |         |        |        |        |        |        |        | .      | .       | .      | .      |        |        |         |         |         |        |         |        | 1er |
| 2020-2021 | IN 2e  | SP 1er | SP 3e   | PU 3e  | SP 4e  | PU 4e  | SP 3e  | PU 3e  | MS 7e   | SP 1er | PU 8e  | SP 1er | MS 7e  | IN 10e | MS 1er | SP 5e  | PU 3e   | IN 5e  | MS 8e  | SP 11e | PU 2e  | SP 9e   | PU 2e   | SP 7e   | PU 2e  | MS 3e   |        | 1er |
| 2021-2022 |        |        |         |        |        |        |        |        |         |        |        |        |        |        |        | .      | .       | .      | .      |        |        |         |         |         |        |         |        | 13e |
| 2021-2022 | IN 5e  | SP 3e  | SP 9e   | PU 8e  | SP 29e | PU 18e | SP 1er | PU 5e  | MS 20e  | SP 28e | PU 21e | SP     | PU     | IN 4e  | MS 2e  | IN 3e  | SP 1er  | PU 5e  | MS 1er | SP     | PU     | SP      | MS      | SP      | PU     | MS      |        | 13e |
| 2022-2023 |        |        |         |        |        |        |        |        |         |        |        |        |        |        | .      | .      | .       | .      |        |        |        |         |         |         |        |         |        | 1er |
| 2022-2023 | IN 12e | SP 1er | PU 1er  | SP 1er | PU 1er | SP 1er | PU 3e  | MS 3e  | SP 1er  | PU 1er | IN 1er | MS 1er | SP 1er | PU 1er | SP 1er | PU 1er | IN 1er  | MS 3e  | SP 1er | PU 1er | IN     | MS      | SP 1er  | PU 1er  | MS 1er |         |        | 1er |
| 2023-2024 |        |        |         |        |        |        |        |        |         |        |        |        |        |        | .      | .      | .       | .      |        |        |        |         |         |         |        |         |        | 1er |
| 2023-2024 | IN 3e  | SP 18e | PU 15e  | SP 11e | PU 1er | SP 2e  | PU 1er | MS 1er | SP 4e   | PU 5e  | SP 9e  | PU 3e  | SI 1er | MS 5e  | SP 2e  | PU 1er | IN 1er  | MS 1er | IN 5e  | MS 14e | SP 17e | PU 1er  | SP 1er  | PU 1er  | MS 1er |         |        | 1er |
| 2024-2025 |        |        |         |        |        |        |        |        |         |        |        |        |        |        | .      | .      | .       | .      |        |        |        |         |         |         |        |         |        | 2e  |
| 2024-2025 | SI 2e  | SP 5e  | MS 9e   | SP 1er | PU 1er | SP 2e  | PU 1er | MS 3e  | SP 13e  | PU 3e  | IN 85e | MS 3e  | SP 9e  | PU 6e  | SP 1er | PU 1er | IN 20e  | MS 3e  | SP 3e  | PU 3e  | SI 10e | MS      | SP 1er  | PU 2e   | MS     |         |        | 2e  |

### IBU Cup
- 4 courses entre 2010 et 2013
  - 1 podium : 2e place au sprint d'Otepää (Estonie) en 2013

### Championnats du monde jeunes et juniors
| Édition \ Épreuve | Cat.    | Individuel | Sprint                   | Poursuite            | Relais               |
| ----------------- | ------- | ---------- | ------------------------ | -------------------- | -------------------- |
| Kontiolahti 2012  | Jeunes  | 4e         | Médaille d'or, monde     | Médaille d'or, monde | · (juniors)          |
| Obertilliach 2013 | Juniors | 9e         | Médaille d'argent, monde | Médaille d'or, monde | Médaille d'or, monde |

### Championnats d'Europe juniors
| Édition \ Épreuve | Individuel                | Sprint | Poursuite                  | Relais mixte          |
| ----------------- | ------------------------- | ------ | -------------------------- | --------------------- |
| Osrblie 2012      | Médaille d'argent, Europe | 7e     | Médaille de bronze, Europe | Médaille d'or, Europe |